# Jorge Llano
Jorge Iván Llano (ur. 2 czerwca 1994) – argentyński zapaśnik walczący w stylu wolnym. Zajął piąte miejsce na igrzyskach panamerykańskich w 2019. Srebrny medalista mistrzostw panamerykańskich w 2025; brązowy w 2018 i 2024. Wicemistrz igrzysk Ameryki Południowej w 2018 i trzeci w 2022. Brązowy medalista mistrzostw Ameryki Południowej w 2014, 2015, 2016 i 2017. Trzeci na mistrzostwach panamerykańskich juniorów w 2012 roku.